# Ryssön, Kimitoön
Ryssön med Ryssö klobben är en ö i Finland. Den ligger i Skärgårdshavet eller Norra Östersjön och i kommunen Kimitoön i landskapet Egentliga Finland, i den sydvästra delen av landet. Ön ligger omkring 72 kilometer söder om Åbo och omkring 150 kilometer väster om Helsingfors.
Öns area är 19,3 hektar och dess största längd är 0,7 kilometer i öst-västlig riktning.

## Sammansmälta delöar
- Ryssön 59°48′18″N 22°23′30″Ö / 59.80505°N 22.39173°Ö
- Ryssö klobben 59°48′08″N 22°23′30″Ö / 59.80221°N 22.39172°Ö